# Flora Duffy
Flora Jane Duffy (Paget, 30 de septiembre de 1987) es una deportista bermudeña que compite en triatlón. Es la campeona olímpica de Tokio 2020 y cuatro veces campeona mundial.

## Trayectoria
Participó en cuatro Juegos Olímpicos de Verano, entre los años 2008 y 2020, obteniendo una medalla de oro en Tokio 2020, la primera medalla de oro en la historia olímpica de Bermudas; además, ocupó el octavo lugar en Río de Janeiro 2016.
Ganó cinco medallas en el Campeonato Mundial de Triatlón entre los años 2016 y 2022. En los Juegos Panamericanos de 2015 consiguió una medalla de bronce.
Además, obtuvo tres medallas en el Campeonato Mundial de Triatlón Campo a Través entre los años 2014 y 2016 y siete medallas en el Campeonato Mundial de Xterra Triatlón entre los años 2013 y 2021.
En 2022 fue nombrada dama comendadora de la Orden del Imperio Británico (DBE).

## Palmarés internacional
| Juegos Olímpicos     | Juegos Olímpicos        | Juegos Olímpicos  | Juegos Olímpicos |
| Año                  | Lugar                   | Medalla           | Prueba           |
| -------------------- | ----------------------- | ----------------- | ---------------- |
| 2020                 | Tokio (Japón)           | Medalla de oro    | Individual       |
| Campeonato Mundial   |                         |                   |                  |
| Año                  | Lugar                   | Medalla           | Prueba           |
| 2016                 | Cozumel (México)        | Medalla de oro    | Individual       |
| 2017                 | Róterdam (Países Bajos) | Medalla de oro    | Individual       |
| 2020                 | Hamburgo (Alemania)     | Medalla de plata  | Individual       |
| 2021                 | Edmonton (Canadá)       | Medalla de oro    | Individual       |
| 2022                 | Abu Dabi ( EAU)         | Medalla de oro    | Individual       |
| Juegos Panamericanos |                         |                   |                  |
| Año                  | Lugar                   | Medalla           | Prueba           |
| 2015                 | Toronto (Canadá)        | Medalla de bronce | Individual       |

| Campeonato Mundial | Campeonato Mundial         | Campeonato Mundial | Campeonato Mundial |
| Año                | Lugar                      | Medalla            | Prueba             |
| ------------------ | -------------------------- | ------------------ | ------------------ |
| 2014               | Zittau (Alemania)          | Medalla de plata   | Individual         |
| 2015               | Cerdeña (Italia)           | Medalla de oro     | Individual         |
| 2016               | Snowy Mountain (Australia) | Medalla de oro     | Individual         |

| Campeonato Mundial | Campeonato Mundial    | Campeonato Mundial | Campeonato Mundial |
| Año                | Lugar                 | Medalla            | Prueba             |
| ------------------ | --------------------- | ------------------ | ------------------ |
| 2013               | Maui (Estados Unidos) | Medalla de bronce  | Individual         |
| 2014               | Maui (Estados Unidos) | Medalla de oro     | Individual         |
| 2015               | Maui (Estados Unidos) | Medalla de oro     | Individual         |
| 2016               | Maui (Estados Unidos) | Medalla de oro     | Individual         |
| 2017               | Maui (Estados Unidos) | Medalla de oro     | Individual         |
| 2019               | Maui (Estados Unidos) | Medalla de oro     | Individual         |
| 2021               | Maui (Estados Unidos) | Medalla de oro     | Individual         |